# Frans van Eysinga (1621-1673)
Frans van Eysinga, ook wel: Frans van Eysinga van Jouwsma (Wirdum, 23 februari 1621 - aldaar, 11 april 1673) was grietman in de Nederlandse provincie Friesland.

## Biografie
Van Eysinga was een zoon van Tjalling van Eysinga, grietman van Rauwerderhem, en Eets van Hiddema (1667). Frans was lid van de familie Van Eysinga. Hij werd in 1639 ingeschreven als student aan de universiteit van Franeker. Daarna studeerde hij vanaf 1644 aan de universiteit van Bourges en vanaf 1645 aan de universiteit van Orléans. In 1658 volgde hij zijn vader op als grietman van Rauwerderhem. In 1665 deed hij afstand van dit ambt ten gunste van Watze van Roorda. Zelf volgde hij Douwe Meckema van Aylva op als grietman van Leeuwarderadeel. Voor deze grietenij volgde Laes van Burmania hem op als grietman.
Van Eysinga bewoonde de Juwsmastate of Jousmastate ten noorden van Wirdum. Naar dit bezit zou hij ook wel het deel van Jouwsma achter zijn achternaam voegen. Ter plaatse van deze state stichtte de familie Van Eysinga later een familiebegraafplaats.

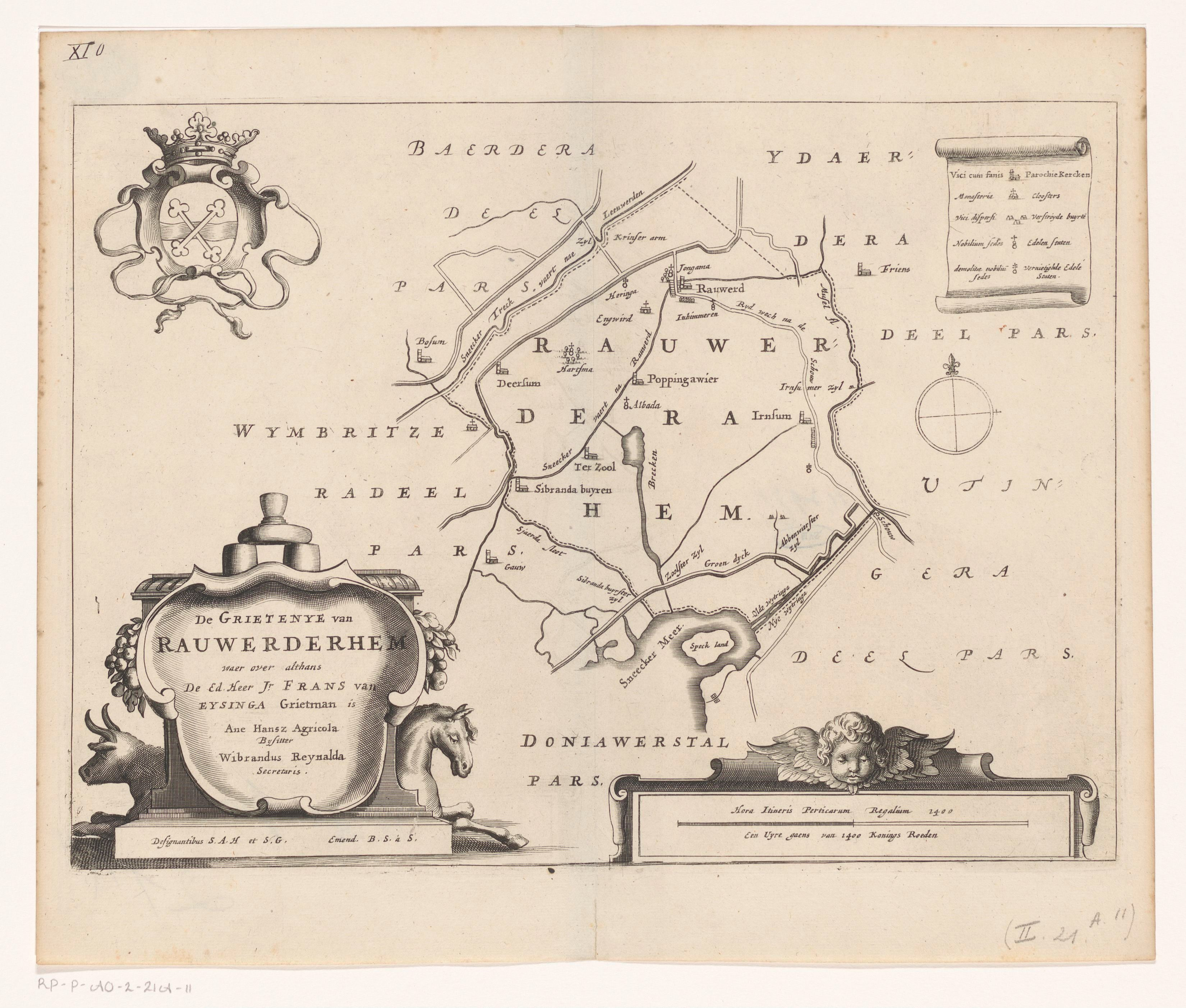
Kaart van de grietenij Rauwerderhem uit 1664 met rechtsonder in de cartouche "De Ed. Heer Jr. Frans van Eysinga" vermeld als grietman.

## Huwelijk en kinderen
Van Eysinga trouwde in 1649 te Marssum met Aaltje van Eysinga (1622->1673), dochter van Tjalling van Eysinga, grietman van Rauwerderhem en grietman van Menaldumadeel, en Eets Andriesdr van Hiddema. Zij kregen samen de volgende kinderen:
- Teth Catharina van Eysinga (1650-1690), trouwde met Idzert van Burmania, grietman van Rauwerderhem en grietman van Ferwerderadeel.
- Tjalling Aede Johan van Eysinga (1655-1690), trouwde met Cecilia van Humalda.
- Eets van Eysinga (1661-<1664), jong overleden.
- Eets van Eysinga (1664-), trouwde met Gerrit Ernst van Doys, als militair gesneuveld te Bonn in de Negenjarige Oorlog. Eets hertrouwde met Nicolaas Haringa.